# Jānis Rudzutaks
Jānis Rudzutaks, Jan Rudzutak, ros. Ян Эрнестович Рудзутак (ur. 3 sierpnia 1887 w Cauni, zm. 29 lipca 1938 w miejscu egzekucji Kommunarka pod Moskwą) – łotewski komunista i działacz bolszewicki w ZSRR, członek KC RKP(b)/WKP(b) i Politbiura WKP(b) oraz ludowy komisarz komunikacji ZSRR (1924–1930).
Urodził się w rodzinie robotników rolnych w rejonie Goldyngi w Kurlandii. W 1903 roku podjął pracę w jednej z ryskich fabryk. W wyniku negatywnych doświadczeń nabytych tamże zaangażował się w ruch socjalistyczny, wstępując do SDPRŁ. Za działalność rewolucyjną aresztowany w 1907 roku i skazany na 15 lat katorgi, zamienioną na 10 lat więzienia – karę odbywał w Rydze i moskiewskich Butyrkach do rewolucji lutowej i obalenia caratu (1917). Po rewolucji lutowej działacz związkowy włókienników. Uczestnik rewolucji październikowej. W l. 1917–1920 przewodniczący Centralnej Rady Związku Włókienników. W l. 1920–1921 przewodniczący Centralnej Rady Związku Zawodowego Transportowców. W l. 1922–1924 przewodniczący Centroazjatyckiego KC Rosyjskiej Partii Komunistycznej(b) (RKP(b)), a 1923–1924 sekretarz KC RKP(b).
Od 1924 do 1930 roku sprawował urząd ludowego komisarza komunikacji ZSRR, a w latach 1926–1937 był wiceprzewodniczącym Rady Komisarzy Ludowych ZSRR i wiceprzewodniczącym Rady Pracy i Obrony (16.1.1926–28.4.1937).
Od 1920 do 1937 roku członek Komitetu Centralnego RKP(b) i WKP(b) oraz Politbiura WKP(b) w latach 1926–1937. W latach 1928–1931 przewodniczący Komitetu ds Chemizacji Gospodarki Narodowej. Jeden z czołowych twórców industrializacji ZSRR. W latach 1931–1934 przewodniczący Centralnej Komisji Kontroli WKP(b). Członek Ogólnorosyjskiego Komitetu Wykonawczego.
W okresie „wielkiej czystki” 24 maja 1937 roku aresztowany przez NKWD pod zarzutem trockizmu i szpiegostwa na rzecz III Rzeszy. 28 lipca 1938 skazany przez Kolegium Wojskowe Sądu Najwyższego ZSRR na karę śmierci za szpiegostwo, rozstrzelany następnego dnia w miejscu egzekucji Kommunarka i tam pochowany anonimowo.
Zrehabilitowany 29 stycznia 1956 postanowieniem Kolegium Wojskowego SN ZSRR.
Anastas Mikojan wspomina w swoich pamiętnikach, że Lenin rozważał przed śmiercią w 1924 roku powierzenie Rudzutakowi sekretariatu generalnego WKP(b) zamiast Józefowi Stalinowi.